# Sten Tolgfors
Sten Tolgfors (ur. 17 lipca 1966 w Forshadze) – szwedzki polityk, parlamentarzysta, minister handlu zagranicznego w latach 2006–2007 i następnie do 2012 minister obrony.

## Życiorys
Ukończył studia z zakresu nauk politycznych na Uniwersytecie w Örebro. Pracował w Szwedzkim Czerwonym Krzyżu, a następnie jako doradca polityczny w ministerstwie przemysłu i handlu. W pierwszej połowie lat 90. był członkiem władz krajowych organizacji młodzieżowej Umiarkowanej Partii Koalicyjnej, a także przez trzy lata radnym miasta Örebro.
W 1994 po raz pierwszy uzyskał mandat posła do Riksdagu z listy konserwatystów. Od tego czasu skutecznie ubiegał się o reelekcję w wyborach w 1998, 2002 i 2006. W 2002 został powołany do zarządu swojego ugrupowania.
Po wygranych przez centroprawicową koalicję wyborach parlamentarnych w 2006 objął stanowisko ministra handlu zagranicznego w Ministerstwie Spraw Zagranicznych w gabinecie Fredrika Reinfeldta. Rok później został ministrem obrony, zastępując Mikaela Odenberga. Utrzymał to stanowisko także po wyborach w 2010, w których również uzyskał reelekcję do Riksdagu. Z rządu odszedł w 2012, w następnym roku złożył mandat poselski. Zajął się następnie działalnością zawodową w branży konsultingowej. W 2022 został gubernatorem regionu administracyjnego Västra Götaland.

## Odznaczenia
- Krzyż Wielki Orderu Wiernej Służby (Rumunia, 2008)[3]